# Схеми автоматизації технологічних процесів
Схеми автоматизації технологічних процесів є основними технічними документами, які визначають структуру і масштаб автоматизації промислових об’єктів, початковими даними для проєктування систем управління.  

## Загальна характеристика
Схеми автоматизації включають технологічну схему, що містить основні технологічні апарати і машини, зображену в спрощеному варіанті і розташовану у верхній частині листа, і засоби автоматизації, що входять до складу систем контролю, регулювання, які наносять на схему за допомогою умовних графічних позначень і ліній зв’язку. 
Схеми автоматизації, що проектуються, повинні враховувати вимоги технології і її особливості, тому в їх розробці обов’язково повинні брати участь технологи зі збагачення корисних копалин. Це підкреслює важливість даного розділу для студентів-збагачувальників.

## Вимоги до систем і схем автоматизації
Існує ряд загальних вимог, які повинна задовольняти будь-яка система автоматизації і які потрібно враховувати при розробці схем автоматизації. До цих вимог потрібно віднести:
- максимальну простоту, тобто мінімальну в межах технічної і економічної доцільності кількість функцій, що виконуються системою, і мінімальну кількість машин, приладів, пристроїв та з’єднувальних проводів, що входять у систему;
- гнучкість, тобто простий і швидкий перехід від автоматичного управління до ручного, і навпаки, можливість управління з декількох місць;
- чіткість дії як при нормальних, так і аварійних режимах, будь-яке пошкодження в системі не повинно супроводжуватися подальшим розвитком аварії;
- використання типових засобів збору, передачі і переробки інформації, типових регуляторів, що випускаються в досить широкому асортименті приладобудівною промисловістю.
Крім того, виходячи з вимог працездатності і якості регулювання, автоматичні системи регулювання, що входять у схеми автоматизації, повинні відповідати таким вимогам:
- володіти самовирівнюванням і стійкістю, тобто здатністю повертатися в положення рівноваги після припинення дії причин, що вивели систему з цього стану;
- помилки відтворення керуючих впливів або відхилення регульованих величин через дію збурень не повинні перевищувати допустимих значень;
- помилка у регульованій величині, коли це пов’язано вимогами технологічного процесу, повинна бути в технічно і технологічно допустимих межах;
- перехідний процес протягом часу регулювання повинен бути оптимальним;
- найбільше відхилення регульованої величини від заданої в ході процесу не повинно бути більшим від певної допустимої величини, що залежить від технологічних особливостей процесу.
Якщо перехідний процес у системі має коливальний характер, то можуть висуватися вимоги щодо обмеження амплітуди або частоти коливань.

## Правила виконання і читання схем автоматизації

При автоматизації технологічних процесів використовується велика група приладів і засобів автоматизації, за допомогою яких здійснюють вимірювання, регулювання, управління і сигналізацію. При розробці схем автоматизації доцільно позначати елементи автоматики символічно.
Для зображення схем автоматизації технологічних процесів (їх називали функціональними схемами автоматизації) використовують позначення встановлені ГОСТ 21.404-85 "Позначення умовні приладів і засобів автоматизації в схемах", основні позначення наведені в табл. 1.
Табл. 1. Умовні графічні позначення приладів і засобів автоматизації

Для всіх постійно підключених приладів обраний пристрій зображають суцільною тонкою лінією, що з’єднує технологічний трубопровід або апарат з приладом . Коли потрібно вказати конкретне місце розташування обраного пристрою (всередині контуру технологічного апарату), його позначають колом діаметром 2 мм.
Часто виникає необхідність на схемах автоматизації вводити умовні графічні позначення електроапаратури (сигнальні лампи, дзвінки, сирени, гудки, електродвигуни тощо), які повинні відповідати стандартам ЕСКД.
Для повного позначення приладу або засобу автоматизації на схемах в його умовне графічне позначення у вигляді кола або овалу вписують умовне буквене позначення, що визначає призначення, робочі функції та особливості роботи засобів автоматизації.
Функції, що виконуються приладом, позначають за допомогою букв (Табл. 2).
Табл. 2. Буквені умовні позначення функцій, що виконуються приладом

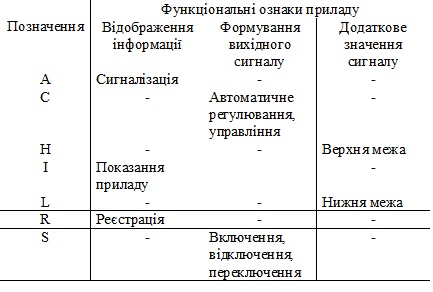

У стандарті передбачені додаткові буквені позначення, що застосовуються для інформування про додаткові функціональні ознаки приладів, перетворювачів і обчислювальних пристроїв (табл. 3).
У таблиці 4 наведено основні буквені позначення вимірюваних величин. Ці букви в умовному позначенні приладів і засобів автоматизації стоять першими.
Табл. 3.Додаткові буквені позначення функціональних ознак приладів
Табл. 4.Основні буквені позначення вимірюваних величин

Таким чином, умовні позначення приладів і засобів автоматизації, що застосовуються в схемах автоматизації, включають графічні, буквені і цифрові позначення (на рис. 8.3 цифрові позначення позиції приладів не показані). При цьому у верхню частину графічного зображення (коло, овал) вписують буквене позначення вимірюваної величини і функціональної ознаки приладу, що визначають його значення, а в нижню частину вписують позиційне позначення приладу або комплекту засобів автоматизації.
В умовному буквеному позначенні прийнято наступний порядок розташування букв: основне позначення вимірюваної величини;  позначення функціональних ознак приладу.
У системах автоматичного контролю, регулювання і управління широко використовують пристрої ручного управління: ключі управління для вибору роду роботи системи (автоматичне, ручне, вимкнено), кнопки ("Більше",  "Менше"), перемикачі, задатчики і ін. Буквені позначення таких пристроїв, виконаних у вигляді блоків і призначених для ручних операцій, незалежно від того, до складу якого компонента вони входять, повинні починатися з букви Н.

## Особливості виконання і читання схем автоматизації
У верхній частині поля креслення зображують технологічне обладнання і комунікації у спрощеному вигляді, без зазначення технологічних апаратів і трубопроводів допоміжного призначення. На технологічних трубопроводах показують ту регулюючу і запірну арматуру, яка бере безпосередню участь у контролі й управлінні процесом. Технологічні апарати і трубопроводи на схемі автоматизації зображають відповідно до вимог стандартів.
Якщо автоматизований вузол містить декілька однотипних машин, то на схемі показується одна машина.
Прилади, засоби автоматизації на схемах автоматизації технологічних процесів показують за ГОСТ 21.404-85.
Щити і пульти систем контролю і регулювання техно-логічних процесів зображають на схемах у нижній частині поля креслення у вигляді прямокутників, розміри яких визначаються місцем, необхідним для зображення в них умовних графічних позначень приладів і засобів автоматизації, що на них встановлюються. 
Керуючі машини і машини централізованого контролю (при їх наявності) зображають також у вигляді прямокутників і розташовують на полі креслення нижче за зображення щитів.
Рекомендується наступна послідовність розробки схеми автоматизації:
1.	Ретельно вивчається технологічна схема автоматизованого вузла.
2.	Визначаються основні об’єкти контролю і регулювання.
3.	У кожному об’єкті виділяються технологічні чинники, які необхідно тільки контролювати.
4.	Вибираються способи контролю технологічних чинників (безперервний, дискретний, з сигналізацією верхнього або нижнього значення, спосіб сигналізації тощо).
5.	Визначаються чинники, які необхідно регулювати (стабілізувати).
6.	Для кожного регульованого чинника вибирають вхідний канал управління, тобто визначають, варіювання якого параметра найбільш ефективно призведе до зміни регульованого чинника.

## Приклади схем автоматизації технологічних процесів

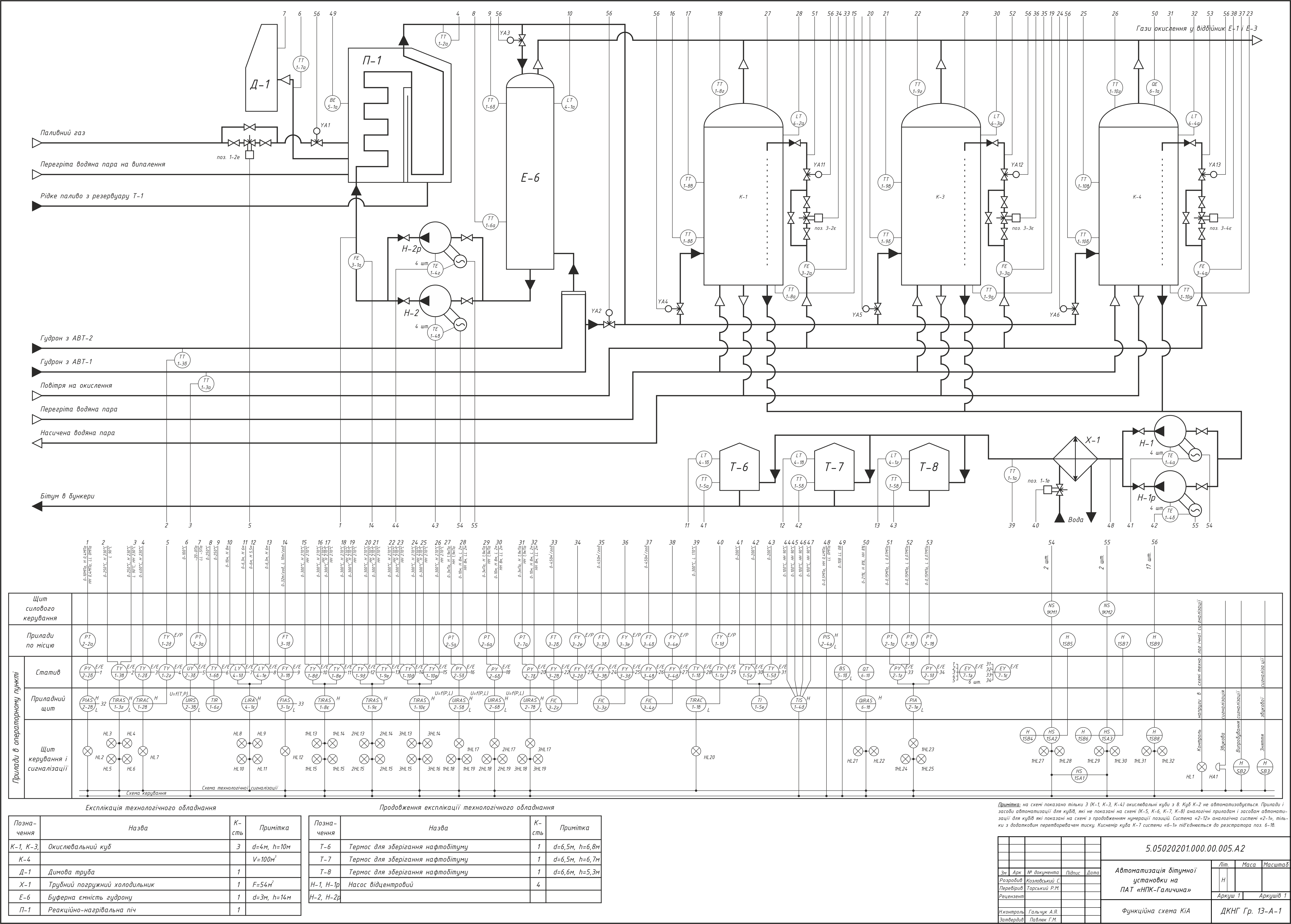
Функційна схема автоматизації бітумної установки на ПАТ "НПК-Галичина"